# Fimbria hipocampului
Fimbria hipocampului (Fimbria hippocampi) sau fimbria fornixului, este o proeminență ascuțită și îngustă de substanță albă, continuă cu alveusul hipocampului, atașată pe marginea medială a suprafeței ventriculare a hipocampului. Anterior se continuă cu uncusul hipocampului, iar posterior, cu stâlpul posterior al fornixului. Este compusă din fibre eferente ale hipocampului care formează fornixul, fibre a comisurii hipocampului și fibre septohipocampale.